# Amy Purdy
Amelia Michelle Purdy, besser bekannt als  Amy Purdy (geboren am 7. November 1979 in Las Vegas), ist eine amerikanische Para-Snowboarderin. Sie wurde paralympische Bronzemedaillengewinnerin  bei den Paralympischen Winterspielen 2014, Silbermedaillengewinnerin bei den Paralympischen Winterspielen 2018 und ist Mitgründerin von Adaptive Action Sports. Daneben ist sie als Schauspielerin, Model und Autorin aktiv.

## Leben und Karriere
Amy Purdy wurde in 1979 Las Vegas geboren und war bereits als Jugendliche begeisterte Snowboarderin. Sie ging an die University of Utah und machte dort eine Ausbildung zur Massagetherapeutin, die sie 1999 beendete und mit der sie durch eine Anstellung an der Canyon Ranch Spa das Berufsleben beginnen wollte. Kurz darauf erkrankte sie an einer bakteriellen Meningitis, ausgelöst durch Neisseria meningitidis, die zu einem Zusammenbruch und einem Koma führte. Die Infektion beeinträchtigte ihren Kreislauf und führte zu einem septischen Schock, in dessen Folge ihr wegen der fehlenden Blutversorgung beide Beine unterhalb der Knie amputiert wurden und sie beide Nieren sowie die Milz verlor. Ihre Überlebenschancen wurden von den Ärzten auf 2 % eingestuft, zwei Jahre nach der Operation erhielt sie von ihrem Vater eine Spenderniere. 2014 veröffentlichte sie ihre Autobiografie mit dem Titel On My Own Two Feet: From Losing My Legs to Learning the Dance of Life.

### Karriere als Sportlerin

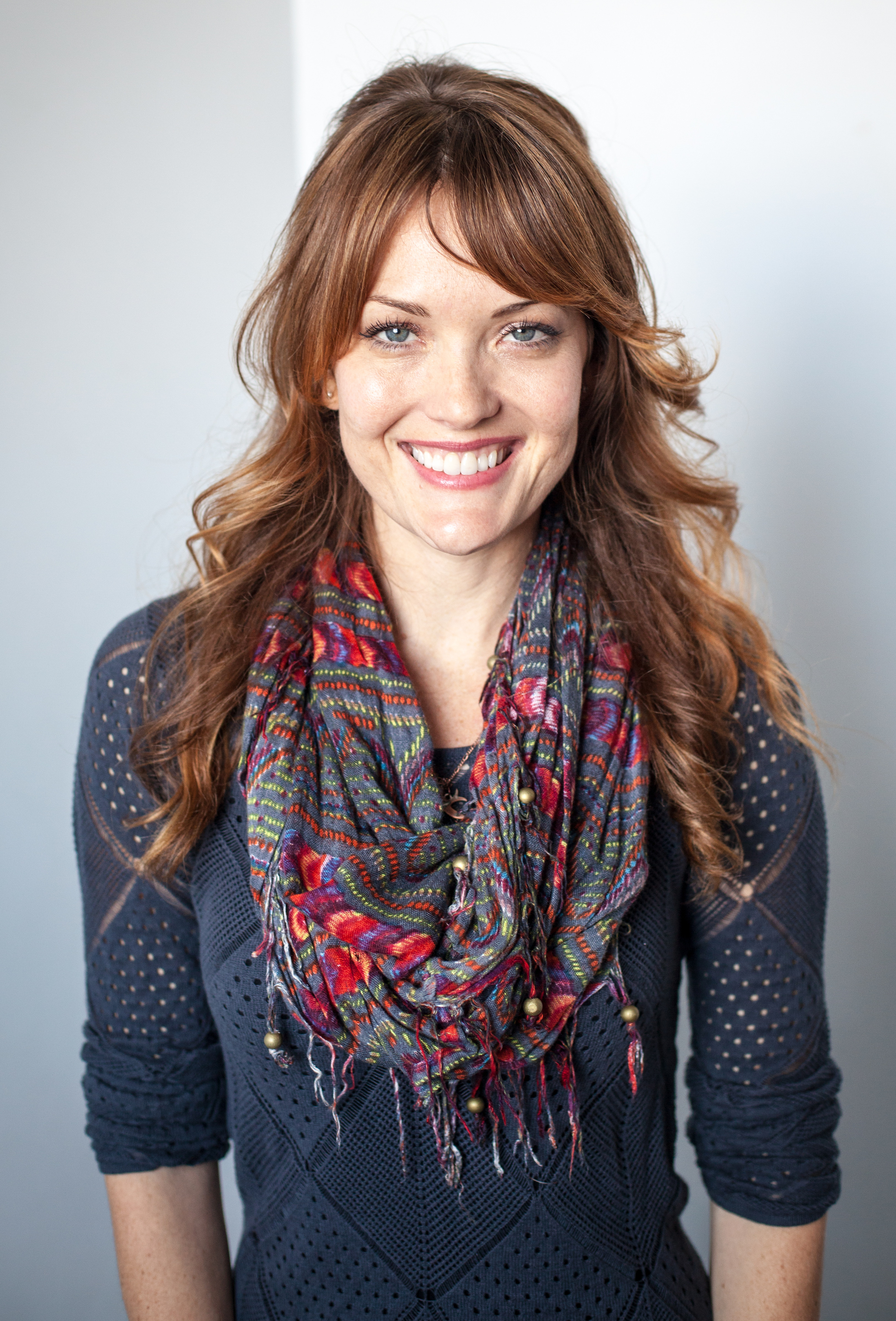
Amy Purdy, 2012

Sieben Monate nachdem sie ihre Beinprothesen erhalten hatte, begann Purdy mit dem Snowboarden und bereits etwa ein Jahr nach der Beinamputation wurde sie Dritte bei einem Snowboard-Wettbewerb am Mammoth Mountain. Anschließend erhielt sie ein Stipendium der Challenged Athletes Foundation (CAF), einer gemeinnützigen Organisation zur Sportlerunterstützung. Durch dieses Stipendium konnte sie an mehreren Snowboard-Wettkämpfen in den USA teilnehmen. 2002 lernte sie ihren späteren Lebenspartner Daniel Gale beim Snowboarden kennen. Im Jahr 2003 wurde Purdy Sprecherin der Foundation und zog nach San Diego, um näher am Hauptsitz der CAF zu sein. Dort setzte sie ihren Beruf als Massagetherapeutin fort und engagierte sich auch in der Model- und Schauspielbranche. Später im selben Jahr begann Purdy für Freedom Innovations, einen Hersteller von Fußprothesen, als „Amputee Advocate“ zu arbeiten.
Sie und Daniel Gale gründeten 2005 ihre eigene gemeinnützige Organisation mit dem Namen Adaptive Action Sports als Sektion von Disabled Sports USA für Menschen mit körperlichen Behinderungen, die sich in Action-Sportarten wie Snowboarden, Skateboarden oder Surfen oder in Kunst und Musik engagieren wollen. Gemeinsam arbeiteten sie daran, Snowboarding als eigenständige para-olympische Disziplin zu etablieren, und konnten dieses Ziel 2014 auch erreichen.
Sie trat 2011 bei den New Zealand Winter Games an und gewann eine Goldmedaille im Para-Snowboarding. Im gleichen Jahr veröffentlichte sie einen Ted-Talk mit dem Titel Living Beyond Limits, der eine große Reichweite bekam. In der Folge nahm sie an zahlreichen nationalen und internationalen Wettbewerben teil und gewann mehrere Titel.
Bei den Paralympischen Winterspielen 2014 gewann sie die Bronzemedaille im Snowboard Cross. Wegen einer Rhabdomyolyse im November 2016 verbrachte sie mehrere Tage im Krankenhaus und konnte entsprechend in der Saison 2016/2017 nicht antreten. Bei den Paralympischen Winterspielen 2018 war sie erneut im amerikanischen Team und wurde Silbermedaillengewinnerin im Snowboard Cross der Klasse SB-LL2 sowie Bronzemedaillengewinnerin der Klasse SB-LL2 beim Banked Slalom.

### Karriere als Schauspielerin
Im Februar 2003 spielte Amy Purdy eine kleine Rolle eines Models in dem Musikvideo für American Life der Sängerin Madonna. Im Jahr 2005 hatte Purdy ihr Filmdebüt in What’s Bugging Seth, einem Film von Eli Steele.

### Karriere als Tänzerin

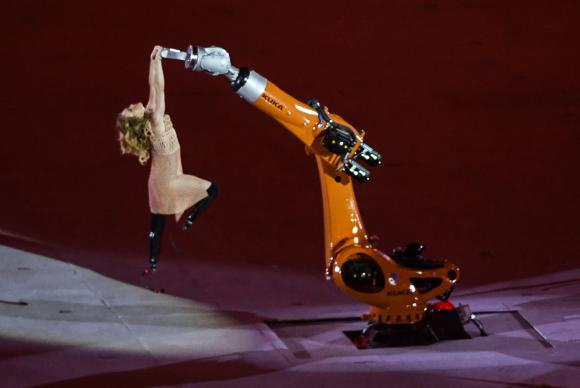
Tanzbeitrag von Amy Purdy mit einem Knickarmroboter bei der Eröffnung der Paralympischen Sommerspiele 2016

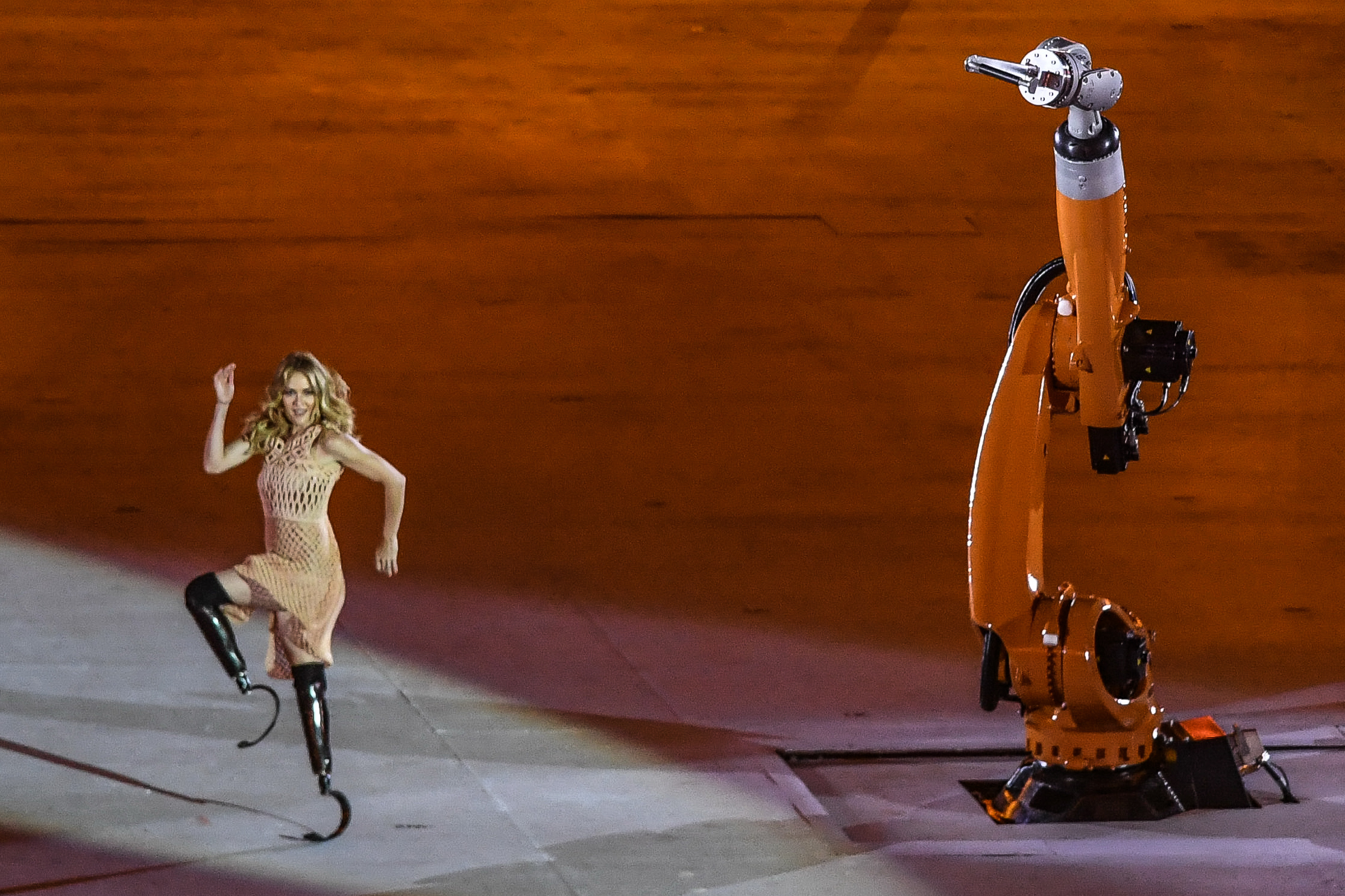
Tanzbeitrag von Amy Purdy mit einem Knickarmroboter bei der Eröffnung der Paralympischen Sommerspiele 2016

2014 war Amy Purdy Kandidatin in der 18. Staffel der Fernsehshow Dancing with the Stars. Zusammen mit dem fünffachen Champion und Tänzer Derek Hough war sie die erste doppelt amputierte Kandidatin, die jemals in der Show auftrat. Hough hatte ursprünglich nicht vor, wieder in die Show zurückzukommen, änderte seine Meinung jedoch, als Purdy als Kandidatin zur Show ausgewählt wurde. Das Training fand zeitgleich mit den Winter-Paralympics in Sotschi in Russland statt, wofür Hough und das Team extra eingeflogen wurden.
Während der Show wurde sie immer wieder für ihre schnelle Lernfähigkeit, ihr immenses natürliches Tanzvermögen, ihre unglaubliche Ausdauer und Leidenschaft und ihre Vorbildfunktion gelobt. Sie erhielt nie eine geringere Punktzahl als eine 8 (von 10). Für den achten Tanz, den argentinischen Tango, den sie nach einer in der Woche vorher erlittenen Rückenverletzung tanzte, erhielt sie von der Jury 40 von 40 Punkten. Purdy schaffte es bis zum Finale der Show gegen die olympische Eistänzerin und Goldmedaillengewinnerin Meryl Davis und die Schauspielerin Candace Cameron Bure und wurde schließlich Zweite.
Bei der Eröffnungsfeier der Paralympischen Sommerspiele 2016 tanzte Amy Purdy, gekleidet in einem von der Modedesignerin Danit Peleg entworfenen 3D-gedruckten Kleid, eine Tanzeinlage mit einem KUKA-Industrieroboter, die das Zusammenleben von Mensch und Technik symbolisieren sollte.

## Belege
1. 1 2 3 4 5  
Andrew Linnehan: Passion, perseverance lift Amy Purdy. espn.com, 12. März 2014; abgerufen am 18. Januar 2020.
2. ↑  
Amanda Woerner: Amy Purdy 3.0: A Life Reimagined Women’s Health Magazine, 5. November 2019; abgerufen am 18. Januar 2020.
3. 1 2 3 4 5  
Susie Floros: An Unexpected Journey: Amy Purdy, limitless auf snowboardmag.com, 28. Februar 2014; abgerufen am 18. Januar 2020.
4. ↑  
Amy Purdy, Porträt beim Internationalen Paralympischen Komitee (IPC); abgerufen am 18. Januar 2020.
5. ↑  
Living Beyond Limits auf ted.com, Mai 2011; abgerufen am 18. Januar 2020.
6. ↑  
Paralympics 2016, Darstellung der Highlights der Paralympischen Spiele 2016; abgerufen am 18. Januar 2020.